# Belarussisch-Orthodoxe Kirche

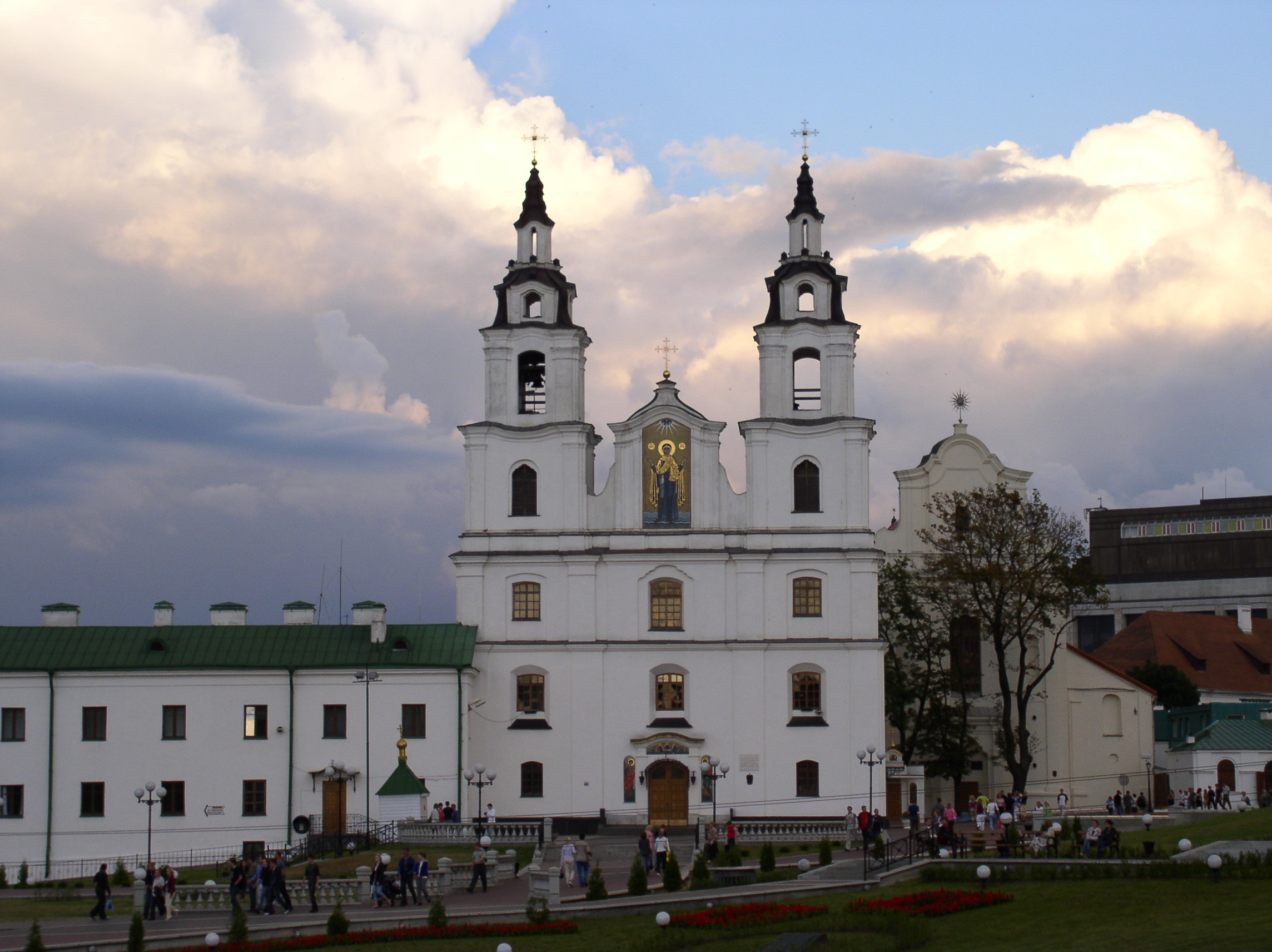
Heilig-Geist-Kathedrale in Minsk

Die Belarussisch-Orthodoxe Kirche (auch Belarussisches Exarchat des Moskauer Patriarchats) ist eine orthodoxe Kirche mit Sitz in Minsk. Sie untersteht einem Metropoliten, der wiederum dem Patriarchen der Russisch-Orthodoxen Kirche in Moskau untersteht.

## Geschichte
Seit dem 16. Jahrhundert gehörte ein Teil der Bevölkerung des damals von Polen beherrschten Landes der 1595 durch die Union von Brest entstandenen unierten Kirche an, die dem Papst untersteht, ihre Gottesdienste aber nach byzantinischem Ritus feiert. Nach Anschluss der belarussischen Gebiete an das Russische Reich wurden – vor allem im frühen 19. Jahrhundert – Schritte zur Wiederaufhebung der Union vonseiten des Staates wie der Russischen Orthodoxen Kirche unternommen. Die Mehrzahl der Unierten kehrte in die Orthodoxie zurück, andere nahmen den römisch-katholischen (lateinischen) Ritus an. In der Sowjetunion wurde die Union 1948 ganz aufgehoben und heute existiert nur noch eine kleine Gemeinschaft der Unierten in Belarus. Die Belarussisch-Orthodoxe Kirche wurde 1991 als selbstständige Organisation aus den bisherigen Diözesen der Russischen Orthodoxen Kirche in der ehemaligen Weißrussischen Sowjetrepublik gegründet, um dem Umstand Rechnung zu tragen, dass Belarus ein eigenständiger Staat geworden war, der jedoch nach wie vor enge Beziehungen nach Russland unterhält. Seit dem Konkordat von 2003 stellt die Belarussisch-Orthodoxe Kirche die vom Staat am stärksten unterstützte Glaubensrichtung in Belarus dar.
Die sich anbahnende Selbständigkeit der Ukrainisch-Orthodoxen Kirche ab Oktober 2018 führte zu neuen Überlegungen über den Status der Belarussisch-Orthodoxen Kirche. Der Historiker Andrei Subow äußerte die Vermutung, dass sich der Staatschef Aljaksandr Lukaschenka wohl kaum gegen eine weitere Möglichkeit aussprechen würde, etwas Abstand von Moskau zu gewinnen.

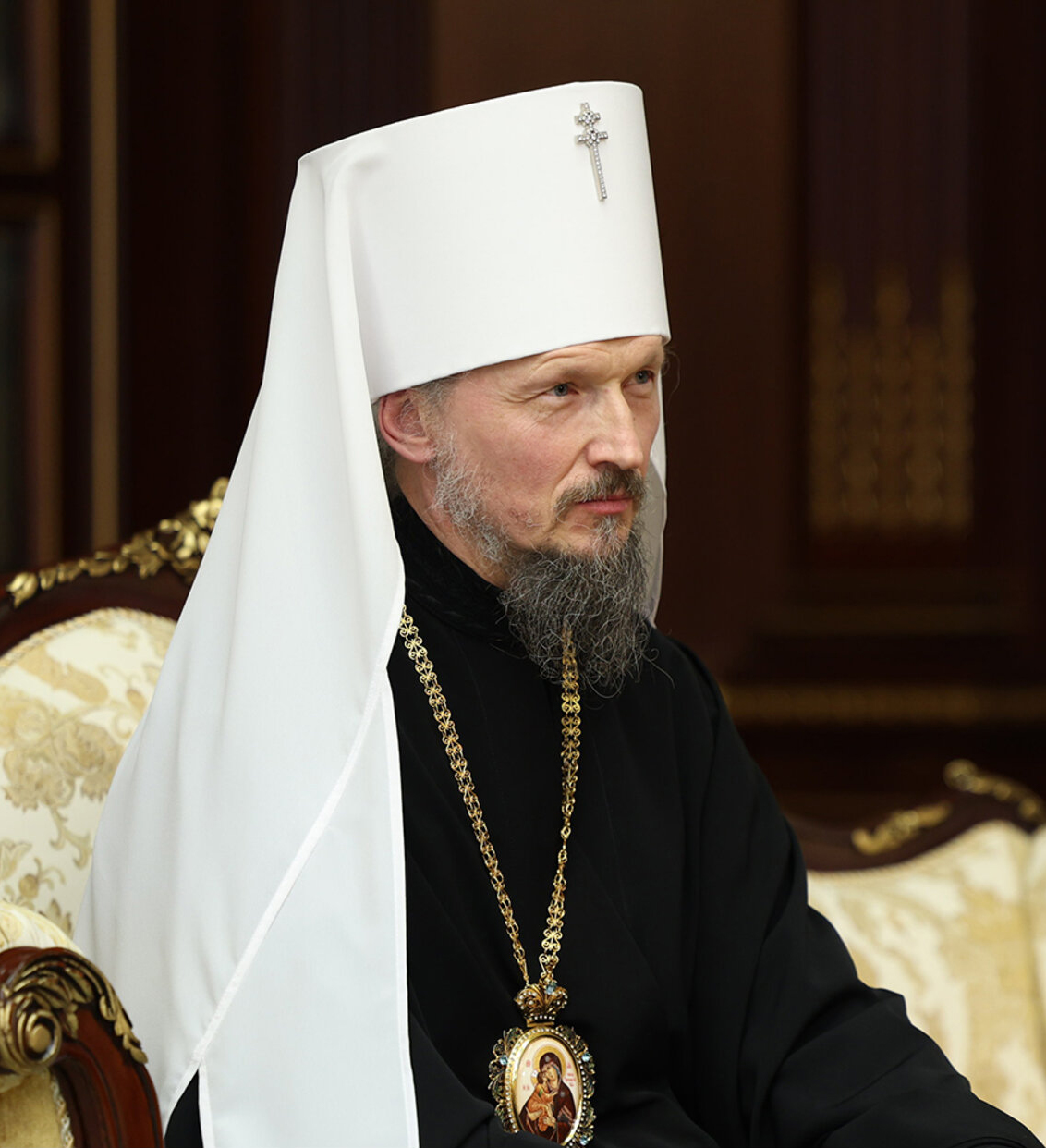
Metropolit Wenijamin (2025)

Derzeitiger Patriarchenexarch der Belarussisch-Orthodoxen Kirche ist der Metropolit von Minsk Wenijamin Tupeka. Er ist der erste Belarusse, der dieses Amt bekleidet.

## Exarchen
- Filaret Wachromejew (Oktober 1989–Dezember 2013)
- Pawel Ponomarjow (Dezember 2013–August 2020)
- Wenijamin Tupeka (August 2020–heute)